# Ashton-Sandy Spring
Ashton-Sandy Spring – jednostka osadnicza w Stanach Zjednoczonych, w stanie Maryland, w hrabstwie Montgomery.